# IJsselmeer
Ĳsselmeer [ɛi̯.səɫ.ˈmeːr] er en indsø i Nederlandene, som opstod ved anlæggelsen af en dæmning i Zuiderzee, en bugt af Nordøen. Indsøen ligger noget under havets overflade, og har et areal på 1.100 km2. Langs dæmningen Afsluitdijk, som har förbindelse med Nordsøen gennem sluser, løber en motorvej. Vand fra regn og vandløb slippes ud til havet ved lavt tidevand.
Store dele af indsøen er blevet tørlagt, hvorved der er dannet koge, som samlet udgør provinsen Flevoland. Ĳsselmeer er den største sø i Vesteuropa (når Nordeuropa ikke medregnes), og var tidlige større, men en del kaldet Markermeer blev udskilt i 1975 ved et dæmningsbyggeri. Det var længe planer om at etablere kogen Markerwaard i Markermeer, men det besluttedes i 2003, at Markerwaard ikke skulle etableres.
Urk fyret er et fyrtårn i Urk, der ligger på den østlige bred af den søen.

## Vandbalancen
Vand tilstrømmer IJsselmeer fra floderne
- Rhinen (via armene Utrechtse Vecht (gennem IJmeer og Markermeer, og via floden IJssel (via Ketelmeer)
- Overijsselse Vecht (via Zwarte Water, Zwarte Meer og Ketelmeer)
- Eem (via Eemmeer, Gooimeer, IJmeer og Markermeer)
- Hierdense Beek (via Veluwemeer, Drontermeer og Ketelmeer)
- Amstel (via IJ, IJmeer og Markermeer).

Via to slusekomplekser, Stevinsluserne ved Den Oever i Noord-Holland og Lorentzsluserne ved Kornwerderzand i Friesland, slippes vand ud i Vadehavet ved lavvande.
Videre står indsøen for en del af tilførslen af ferskvand for områderne omkring den, ved Lemmer slippes vand ind for således at forsyne Friesland og Groningen med ferskvand. Vand herfra bruges også som drikkevand, blandt andet ved Andijk.
Om sommeren holdes vandniveauet på 20 cm under NAP, mens det om vinteren er 20 cm lavere, 40 cm under NAP. Den højere vandstand om sommeren kan forklares med behovet for mere ferskvand i en tid, da man har behov for meget vand for at holde gennemstrømningen i kanalerne oppe og derved modvirke at kogene får et for højt saltindhold. For at sikre vandtilstrømning om sommeren er floden IJssel blevet gjort dybere, og tre slusekomplekser (engelsk: weirs) som sørger for at højne flodens niveau, er blevet bygget i Nederrijn.

### Mindre indsøer som er forbundet med IJsselmeer
Fra vest via syd til øst:
- Markermeer
- IJmeer
- Gooimeer
- Eemmeer
- Nijkerkernauw
- Veluwerandmeren
  - Nuldernauw
  - Wolderwijd
  - Veluwemeer
  - Drontermeer
- Randmeren Noord
  - Vossemeer
  - Ketelmeer
  - Zwarte Meer

52°49′00″N 5°15′00″Ø / 52.816666666667°N 5.25°Ø